# تل سليماني
تل سليماني هو تل يقع في محافظة الحسكة الواقعة في الجزء الشمالي الشرقي من سوريا على بعد 500 كيلومتر شمالي شرق العاصمة السورية دمشق. ويبلغ ارتفاع قمة التل 304 مترًا فوق مستوى سطح البحر.

## الوصف
يُعتبر تل السليماني أحد التلال الأثرية الموجودة في سوريا، وهو عبارة عن تل اصطناعي نشأ بفعل النفايات المتراكمة لأجيال من السكان الذين يعيشون في نفس الموقع منذ مئات أو آلاف السنين. أما عن التضاريس والمنطقة المحيطة بتل السليماني في مسطحة، ويُعتبر تل كوكب هو أعلى نقطة قريبة إذ يبلغ ارتفاعه قرابة 526 متراً فوق مستوى سطح البحر، ويقع على بعد 9.9 كيلومتراً شرق تل السليماني.

## الموقع الجغرافي
يقع تل السليماني على بعد 7.6 كيلومترًا شمالي محافظة الحسكة. وتتكون المنطقة المحيطة بتل السليماني في معظمها من الأراضي الزراعية، وتُعتبر منطقة ذات كثافة سكانية عالية، حيث يبلغ عدد سكانها 179 نسمة لكل كيلومتر مربع.

## المناخ
| مخطط المناخ Tall Sulaymānī | مخطط المناخ Tall Sulaymānī | مخطط المناخ Tall Sulaymānī | مخطط المناخ Tall Sulaymānī | مخطط المناخ Tall Sulaymānī | مخطط المناخ Tall Sulaymānī | مخطط المناخ Tall Sulaymānī | مخطط المناخ Tall Sulaymānī | مخطط المناخ Tall Sulaymānī | مخطط المناخ Tall Sulaymānī | مخطط المناخ Tall Sulaymānī | مخطط المناخ Tall Sulaymānī |
| --- | -------------------------- | -------------------------- | -------------------------- | -------------------------- | -------------------------- | -------------------------- | -------------------------- | -------------------------- | -------------------------- | -------------------------- | -------------------------- |
| 01 | 02                         | 03                         | 04                         | 05                         | 06                         | 07                         | 08                         | 09                         | 10                         | 11                         | 12                         |
| 51 11 1 | 41 15 3                    | 37 24 7                    | 17 29 10                   | 35 41 16                   | 1 45 23                    | 1 44 27                    | 1 43 26                    | 6 45 21                    | 30 36 15                   | 65 24 6                    | 57 15 1                    |
| متوسط درجة-الحرارة °س مجاميع الهطل مم |                            |                            |                            |                            |                            |                            |                            |                            |                            |                            |                            |
| بالوحدات الإنكليزية \| 01 \| 02 \| 03 \| 04 \| 05 \| 06 \| 07 \| 08 \| 09 \| 10 \| 11 \| 12 \| \| 2 52 34 \| 1.6 59 37 \| 1.5 75 45 \| 0.7 84 50 \| 1.4 106 61 \| 0 113 73 \| 0 111 81 \| 0 109 79 \| 0.2 113 70 \| 1.2 97 59 \| 2.6 75 43 \| 2.2 59 34 \| \| متوسط درجة-الحرارة °ف مجاميع الهطول ″ \| \| \| \| \| \| \| \| \| \| \| \| |                            |                            |                            |                            |                            |                            |                            |                            |                            |                            |                            |
| 01 | 02                         | 03                         | 04                         | 05                         | 06                         | 07                         | 08                         | 09                         | 10                         | 11                         | 12                         |
| 2 52 34 | 1.6 59 37                  | 1.5 75 45                  | 0.7 84 50                  | 1.4 106 61                 | 0 113 73                   | 0 111 81                   | 0 109 79                   | 0.2 113 70                 | 1.2 97 59                  | 2.6 75 43                  | 2.2 59 34                  |
| متوسط درجة-الحرارة °ف مجاميع الهطول ″ |                            |                            |                            |                            |                            |                            |                            |                            |                            |                            |                            |

يسود في منطقة تل السليماني مناخ السهوب الدافئ، ويبلغ متوسط درجة الحرارة السنوية في المنطقة 22 درجة مئوية، ويُعتبر شهر يوليو/تموز هو الشهر الأكثر دفئًا خلال العام في منطقة تل السليماني، حيث يبلغ متوسط درجة الحرارة 36 درجة مئوية، وبينما يُعتبر شهر يناير/كانون الثاني هو أكثر شهور العام بورة في تلك المنطقة، حيث يبلغ متوسط درجة الحرارة خلاله 6 درجات مئوية فقط.

### الأمطار
يبلغ المعدل المتوسط لهطول الأمطار السنوي في منطقة تل السليماني 343 ملم. ويُعتبر شهر نوفمبر/تشرين الثاني هو الشهر الأقلّ جفافًا خلال العام في منطقة تل السليماني حيث يصل المعدل المتوسط لهطول الأمطار 65 ملم، بينما يُعتبر شهر أغسطس/آب هو أكثر شهور العام جفافًا إذ يثل المعدل المتوسط لهطول الأمطار فيصل إلى 1 ملم.